# Die verlorene Rose
Die verlorene Rose (Originaltitel: The Stripper) ist ein US-amerikanisches Filmdrama aus dem Jahr 1963 nach dem Theaterstück A Loss of Roses von William Inge.

## Handlung
Nachdem ihre Karriere als Tänzerin beim Film gescheitert ist, tritt Lila Green bei einer zweitklassigen Bühnenshow auf. Die Show tourt durch das Land und kommt in einer kleinen Stadt in Kansas an, in der Lila einen Teil ihrer Kindheit verbracht hat. Der Showmanager Ricky Powers, Lilas Geliebter, lässt viel Geld in der Stadt. Lila trifft ihre alte Freundin Helen Baird wieder und lernt dabei Helens Sohn Kenny kennen. Der junge Mann ist von Lila angetan und verlässt seine Freundin, um Lila einen Heiratsantrag zu machen. Zuerst ist Lila glücklich, doch schon bald sieht sie, dass Kennys Antrag ein Ergebnis seines jugendlichen Leichtsinns ist.
Ricky kehrt zurück und bietet Lila einen neuen Auftritt an. Sie soll einen Striptease machen, was Lila auch annimmt. Kenny sieht sich die Show an und stört sich an Lilas offensichtlicher Herabwürdigung. Er erneuert seinen Heiratsantrag. Lila lehnt wieder ab, denn sie weiß, dass eine Hochzeit mit Kenny niemals funktionieren würde. Sie entscheidet sich für ihre neue Karriere als Stripperin.

## Hintergrund
Regisseur Schaffner war das erste Mal für eine Kinoproduktion verantwortlich. Für Jerry Wald war es der letzte Film als Produzent. Er erlag während der Dreharbeiten einem Herzinfarkt.
Der Film ist einer der wenigen US-Produktionen, die in Deutschland früher erschienen (14. Juni 1963) als in den USA (19. Juni 1963). Das Bühnenstück, auf dem der Film basiert, hatte am 28. November 1959 seine Premiere im Eugene O’Neill Theatre. Es folgten 25 Vorstellungen. Warren Beatty, der auf der Bühne die Rolle des Kenny spielte, war 1960 für den Tony Award nominiert.

## Kritiken
Das Lexikon des internationalen Films nannte den Film eine „psychologische Studie, die zwar in letzter Konsequenz nicht schlüssig genug erscheint, im steten Wechsel von stilisierter Theaterwelt und realistischer Wiedergabe von Wirklichkeit aber die feinfühlige Persönlichkeitsstudie eines Menschen zwischen Wunschträumen und später Selbst-Erkenntnis bietet“.
Bosley Crowther von der New York Times sah mangelnde künstlerische Qualität, die das gebrechliche Gerüst mit etwas Seriosität bedecken könnte. Variety fand, der Film sei ein erfolgloser Versuch, dem Broadway-Flop Substanz und Anspruch zu verleihen.

## Auszeichnungen
Bei der Oscarverleihung 1964 war William Travilla in der Kategorie Bestes Kostümdesign/Schwarzweiß für den Oscar nominiert.
Joanne Woodward belegte bei der Verleihung des Laurel Award in der Kategorie „Top Female Dramatic Performance“ den fünften Platz.